# Wolfgang Přiklopil
Wolfgang Přiklopil (Bécs, 1962. május 14. – Bécs, 2006. augusztus 23.) osztrák távközlési technikus volt. 1998. március 2-án ő rabolta el az akkor 10 éves Natascha Kampuscht, majd tartotta nyolc évig fogságban. Miután a lány 2006-ban megszökött a fogságból, a férfi öngyilkos lett. Přiklopilt nem sokkal később álnéven, rendőri biztosítás mellett temették el. Az ügy nagy nemzetközi médiaérdeklődést váltott ki.
Karl és Waltraud Přiklopil egyedüli gyermeke volt, családja cseh származású. Egy időben a Siemensnél dolgozott. A házat, melynek pincéjében Kampuscht fogva tartotta, még a nagyapja építette a második világháború után. Nagyapja és az apja később egy óvóhelyet alakított ki a pincében, ebben helyezte el az elrabolt Natascha-t. Wolfgang Přiklopil 1984-ben, nagyanyja halála után költözött be a házba.

## Fordítás
- Ez a szócikk részben vagy egészben  a   Wolfgang Priklopil című angol Wikipédia-szócikk ezen változatának fordításán alapul.  Az eredeti cikk szerkesztőit annak laptörténete sorolja fel. Ez a jelzés csupán a megfogalmazás eredetét és a szerzői jogokat jelzi, nem szolgál a cikkben szereplő információk forrásmegjelöléseként.